# Thamnophilus nigrocinereus
A Thamnophilus nigrocinereus a madarak osztályának verébalakúak (Passeriformes) rendjébe és a hangyászmadárfélék (Thamnophilidae) családjába tartozó faj.

## Rendszerezése
A fajt Philip Lutley Sclater angol ornitológus írta le 1859-ben.

## Alfajai
- Thamnophilus nigrocinereus cinereoniger Pelzeln, 1868
- Thamnophilus nigrocinereus huberi E. Snethlage, 1907
- Thamnophilus nigrocinereus kulczynskii (Domaniewski & & Stolzmann, 1922)
- Thamnophilus nigrocinereus nigrocinereus Sclater, 1855
- Thamnophilus nigrocinereus tschudii Pelzeln, 1868[2]

## Előfordulása
Dél-Amerika északi részén, Brazília, Francia Guyana, Kolumbia, és Venezuela területén honos. Természetes élőhelyei a szubtrópusi vagy trópusi síkvidéki és hegyi esőerdők, mocsári erdők és szavannák. Állandó, nem vonuló faj.

## Megjelenése
Testhossza 17 centiméter, testtömege 28–32 gramm.
|  |

## Életmódja
Rovarokkal és más ízeltlábúakkal táplálkozik.

## Természetvédelmi helyzete
Az elterjedési területe még rendkívül nagy, de az jövőbeni erdőirtás miatt gyorsan csökken, egyedszáma is csökken. A Természetvédelmi Világszövetség Vörös listáján mérsékelten fenyegetett fajként szerepel.